# Westwood Hills
Westwood Hills – miasto w Stanach Zjednoczonych, w stanie Kansas, w hrabstwie Johnson.